# 伊奈忠宥
伊奈 忠宥（いな ただおき、享保14年（1729年）- 安永元年8月25日（1772年9月22日））は、江戸時代中期の関東郡代。

## 人物
伊奈忠逵の次男。通称は半蔵、半左衛門。官位は従五位下、備前守。養子に伊奈忠敬（ただひろ・柳沢吉里の六男）、お知保の方（津田信成の娘、徳川家治側室）。

## 経歴
宝暦4年（1754年）9月5日に伊奈忠辰が致仕し、忠宥が関東郡代となる。宝暦8年（1758年）3月15日、富岡八幡宮に石燈籠1対を奉納する。宝暦13年（1763年）8月21日、勘定吟味役を兼ねる。明和元年（1764年）の農民20万人にも及ぶ中山道伝馬騒動を老中松平武元の命により、助郷賦課の取消を約束しこれを鎮圧し、これに参加した辻、中居、小渕、上新田村の名主を「役儀追放」の重刑に処した。この功により、翌年2月15日に勘定奉行となりこれを兼任する。明和4年（1767年）9月、支配する幕府領の農民に闍婆菜と名づけた西洋菜の一種の種を配り、栽培を奨励する。これはのちに丈夫なことから野良生えと呼ばれ、のらぼう菜と呼ばれている（現在でも東京都あきる野市などで栽培されている）。明和6年（1769年）12月7日に致仕。安永元年（1772年）8月25日に44歳で死去。没後、関東郡代を養子の伊奈忠敬（ただひろ・柳沢吉里の六男）が継いだ。